# Drame du 15 avril 2015 en Méditerranée
Le drame du 15 avril 2015 en Méditerranée, appelé affaire criminelle 7209/2015 par la justice italienne, est une tuerie de masse survenue dans le canal de Sicile à bord d'un canot pneumatique, parti de Garabulli, près de Tripoli (Libye) la veille avec 105 migrants africains essayant d'atteindre le continent européen.
Au cours de la traversée, de nombreux passagers prient, chrétiens comme musulmans. Selon plusieurs témoignages, alors que le canot prend l'eau, un musulman s'oppose à la prière chrétienne et s'exclame en français : « Ici, on n'implore qu'Allah ! ». Un groupe de musulmans se forme alors pour menacer la vingtaine de passagers chrétiens d'être poussés à l'eau. Les agresseurs, motivés par la haine religieuse, toujours selon des témoignages, passent à l'acte et, au cri de « Allahu akbar », jettent par-dessus bord douze chrétiens qui se noient en mer. Les survivants, au nombre de neuf, s'en sortent en formant une chaîne humaine à bord du canot pour s'opposer aux attaques.
Les passagers de l'embarcation sont ensuite recueillis par le cargo Ellensborg. Le capitaine du navire, un Thaïlandais appelé Kitichai, envoie à Rome le décompte suivant : quatre-vingt-deux hommes, douze femmes et un enfant, pour un total de quatre-vingt-quinze personnes secourues. Les migrants reçoivent des couvertures de survie, sont enregistrés et photographiés. À leur arrivée à Palerme, en Sicile, le 16 avril, ils sont accueillis par deux prêtres (dont un Ivoirien) auxquels se confient six témoins — cinq chrétiens et un musulman — qui leur décrivent avec agitation les scènes de violence qui se sont déroulées en haute mer. La police, présente sur l'estacade, est alertée. Quinze hommes, identifiés par les passagers sur les photos prises à bord de l'Ellensborg, dont un mineur de 17 ans, sont arrêtés et incarcérés à la prison de Pagliarelli. Ils sont inculpés pour « homicides multiples, aggravés par la haine religieuse ».
Les six témoins sont logés à Corleone.
Le corps d'une des victimes, Ousmane Camar, de Côte d'Ivoire, est repêché et identifié peu après.

## Procès
Le procès en première instance s'ouvre à Palerme en février 2016. Six témoins — cinq chrétiens et un musulman — sont appelés à la barre. Yeboah E., chrétien ghanéen, déclare avoir vu trois Nigérians et six Ghanéens être jetés à l'eau et se noyer. Parmi eux, son frère Nana et deux de ses amis, Amankwana et Asiedu. Agyamang K., chrétien nigérian, affirme avoir été frappé au pied par un musulman (il boîte) et que lui et les autres survivants durent rester assis en silence dans le canot jusqu'à l'arrivée des secours.
Le verdict est rendu en janvier 2018 par le juge Alfredo Montalto à la prison d'Ucciardone, dans le bunker qui avait été construit pour le procès de Cosa nostra dans les années 1980. Parmi les quinze accusés, sept sont condamnés à une peine de 18 ans de prison tandis que les huit autres sont acquittés. La motivation religieuse n'est pas retenue par les jurés.